# Derechos de Autor de Medios Audiovisuales
DAMA (Derechos de Autor de Medios Audiovisuales) es una entidad española de gestión especializada en la recaudación, gestión y reparto de derechos de autores del medio audiovisual.

## La Asociación
DAMA es una asociación sin ánimo de lucro, formada por guionistas y directores de cine y televisión para gestionar y proteger colectivamente sus derechos de autor.

### Historia
DAMA surge del desacuerdo en 1999 de un grupo de directores y guionistas con la SGAE de la cual creen que prima más los derechos de la música en detrimento del audiovisual. De igual forma, al constituir DAMA, este grupo de autores busca que la gestión de sus derechos se realice con transparencia y efectividad tanto para los autores como para los usuarios.

### Función
DAMA nace para gestionar los derechos de autor de los guionistas y directores audiovisuales de forma libre, democrática, autónoma e independiente respecto a otros colectivos de autores, productores y empresas de edición de discos. 
La recaudación, el control y el reparto serán diseñados por y para los autores de las obras audiovisuales exclusivamente, y el fondo asistencial y promocional que legal y obligatoriamente haya de generarse, servirá para desarrollar actividades de formación y cobertura social, únicamente para los autores audiovisuales.
DAMA representa y gestiona en el territorio español, a través de los contratos recíprocos firmados, los derechos de los autores audiovisuales de México, Argentina, Colombia, Francia, Japón, Canadá, Australia y Nueva Zelanda entre otros.
Desde enero de 2018 DAMA representa a los directores y guionistas de los Estados Unidos y Reino Unido, pasando a ser la entidad de gestión predominante de los derechos de autor de las obras audiovisuales.

### Directores y directoras
- Montxo Armendáriz (2000-2004)
- Enrique Urbizu (2004-2014)
- Borja Cobeaga (2014-2022)
- Virginia Yagüe (2022-    )[1]

## Premios y reconocimientos
Medallas del Círculo de Escritores Cinematográficos
| Año  | Categoría                       | Resultado |
| ---- | ------------------------------- | --------- |
| 2025 | Medalla a la promoción del cine | Ganadora  |